# ثانوية طيبة

صورة لطلبة وأساتذة الثانوية تعود لعام 1378هـ، 1958م ويظهر الأستاذ أحمد بشناق في المنتصف، والطالب إحسان فقيه الثاني وقوفاً من اليمين

تعد ثانوية طيبة في المدينة المنورة أول مدرسة ثانوية في المملكة العربية السعودية. افتتحت يوم الثلاثاء الثاني عشر من شهر ذي القعدة من عام 1362 هـ / 1943م.
كانت آنذاك ثاني أكبر صرح علمي في المملكة بعد مدرسة تحضير البعثات في مكة المكرمة، والتي كانت تعد خريجيها للدراسة خارج المملكة.

## البدايات والتأسيس
انطلقت المدرسة سنة افتتاحها ببيت صغير مكون من ثلاث غرف بحي باب المجيدي بأمكانيات بسيطة. وبأجرة قدرها (60) ريالا لأشهر شوال وذي القعدة وذي الحجة من عام 1362هـ. وشكلت أسرة المدرسة المكونة من (مدير وخمسة معلمين) ومستخدم وأثاث عبارة عن سبورتين ومقاعد مستعارة من مدرسة النجاح ومكتب للمدير تبرع به الأستاذ أحمد بن أحمد بشناق.
أما طلاب السنة الأولى المقبولون في يوم افتتاح المدرسة فعددهم (16) طالبا هم: أحمد ضياء الدين - أحمد قاضي- أسعد زهير- جميل أبوعنق- حامد مظهر- سالم اسعد- صدقة خاشقجي - عبد الرحمن التركي- عبد الرحمن القين – عمر القين- عبد الهادي طاهر- محمود اسكندراني- محمد عبد الرحمن بخاري- محمد الطيب حميده- محمد علي حماد- محمد علي عطا الله- محمود مراد.
أما الطلاب الذين سجلوا في الصف الثاني ثانوي في ذلك اليوم وكان عددهم (19) طالبا فهم: إبراهيم مراد- أحمد ملا –حامد خجا- حسين أبو بكر قاضي- سليمان فقيه - عبد الواحد أمين حسين- عبد القادر بكري- عبد الكريم بشاوري- عبد المنان ترجمان- عبد الله تركي- عبد المحسن حكيم- علي رضا- علي بن حسن الشاعر - عبد الله الصهيل- عبد الله كويتي- فريد توفيق – محمد مهدي- محمد نور فاضل – هشام عينوسه. المصدر

## المدراء
تعاقب على إدارتها كل من:
- الأستاذ محمد بن محمد سعيد دفتردار 1362-1369هـ
- الأستاذ أحمد بشناق 1369-1394هـ
- الأستاذ سامي جعفر فقيه 1394-1408هـ
- الأستاذ محمد مصطفى محمد سالم 1408-1418هـ
- الأستاذ صالح عبد الله الصالح 1418-1424هـ
- الأستاذ ناصرعمر عينوسة 1424-1427هـ
- الأستاذ محمد فهد ذياب ناصر 1427هـ - 1430هـ
- الأستاذ أحمدعلي مدخلي 1430هـ - 1433هـ
- الأستاذ أيمن توفيق 1433هـ - 1444هـ
- الأستاذ بندر عسيلان من 1444هـ إلى الآن
- الأستاذ محمد العيد الخطراوى وكيلا للمدرسة (الشاعر المعروف)
- الاستاذ رياض غانم الحجيلي
- الاستاذ عبد الله حمود

## خرّيجو طيبة
وفي عام 1392هـ تخرجت دفعة من الطلاب وعددهم 153 طالبا ومنهم:
107- فايز السيد هاشم محمد الصائغ
80-عبد الفتاح رضا عمر غوني
133-محمد إبراهيم عبد الجواد
3..- محمد رفعت عبد الرحمن النجدي
أنجبت طيبة الثانوية رعيلاً من القيادات البارزة بالمملكة. وفي عام 2009، تم تكريم 11 وزيراً من خريجي المدرسة في الحفل الذي أقيم برعاية الأمير عبد العزيز بن ماجد أمير منطقة المدينة المنورة، كلهم يمثلون الدفعة الأولى من الطلاب المكرمين لجمعية خريجي طيبة الثانوية.
وشمل التكريم كلاً من:
- المستشار بالديوان الملكي علي بن حسن الشاعر وزير الإعلام الأسبق
- رئيس البنك الإسلامي للتنمية الدكتور أحمد بن محمد علي
- وزير الخدمة محمد بن علي الفايز
- وزير المواصلات (وزارة النقل حالياً) السابق الدكتور ناصر بن محمد السلوم
- وزير الدولة للشؤون الخارجية الدكتور نزار بن عبيد مدني
- وزير الثقافة والإعلام (وزارة الإعلام حالياً) السابق ووزير الحج الأسبق الدكتور إياد بن أمين مدني (تخرج في القسم العلمي سنة 1382هـ)
- الدكتور هاشم بن عبد الله يماني رئيس مدينة الملك عبد الله للطاقة الذرية والمتجددة ووزير الصناعة والكهرباء الأسبق. (تخرج في القسم العلمي سنة 1383هـ)
- رئيس ديوان المراقبة العامة وزير التجارة الأسبق أسامة بن جعفر فقيه (تخرج من القسم العلمي سنة 1384هـ)
- وزير الاتصالات وتقنية المعلومات المهندس محمد جميل بن أحمد ملا
- وزير النقل الدكتور جبارة بن عيد الصريصري
- الدكتور بندر بن محمد حجار نائب رئيس مجلس الشورى السابق.

وممن تخرج في ثانوية طيبة أيضاً:
- فضيلة الدكتور عماد زهير حافظ الإمام بالمسجد النبوي الشريف.
- الأستاذ صدقة خاشقجي رئيس بلدية المدينة المنورة الأسبق.
- الأستاذ إحسان بن جعفر فقيه عضو مجلس الشورى. (تخرج من القسم الأدبي سنة 1382هـ)
- مدير جامعة الملك سعود الأسبق، الدكتور منصور التركي.
- مدير جامعة طيبة السابق الدكتور منصور النزهة. (تخرج من القسم العلمي سنة 1385هـ).
- الدكتور عبد الله علي أبو سيف المفكر الإسلامي الأستاذ بالجامعة الإسلامية سابقاً مدير فرع المدينة المنورة للندوة العالمية لشباب الإسلامي سابقاً
- الدكتور حمزة قبلان المزيني الكاتب والأستاذ بجامعة الملك سعود سابقاً. (تخرج من القسم الأدبي سنة 1386هـ)
- الدكتور ياسر عبد الرحمن محمود حافظ عضو مجلس الشورى - أستاذ مشارك (علم الفضاء والفلك الراديوي) - مؤسس أول مرصد راديوي مكتمل في العالم العربي لدراسة الاجرام السماوية
- الدكتور نزار عمر غلام مدير الشؤون الصحية بالمدينة المنورة سابقا (تخرج من القسم العلمي سنة 1394هـ)
- الدكتور عاصم حمدان الكاتب والمؤرخ.
- الأستاذ جمال خاشقجي الصحفي المعروف.
- الدكتور سمير عوض العوفي (طبيب استشاري في الأمراض الباطنية - تخصص مناظير معوية).
- الدكتور أمين محمد الداه أحمد دكتور جراحة وجه وأسنان.
- المهندس هاشم عبد الحكيم خليفة، مكتب استشارات هندسية في المدينة المنورة.
- الأستاذ عبد الله مسفر الأحمدي الحربي مدير مؤسسة النقد العربي السعودي فرع المدينة وفرع الرياض ومدير مصلحة الزكاة والدخل (الهيئة العامة للزكاة والدخل حالياً) بجده سابقاً.
- اللواء ركن عواد بن ثنيان المحمدي مدير قاعدة الامدادات والتموين سابقا.
- الكابتن محمد إبراهيم خوجة حارس مرمى المنتخب السعودي وأندية (الشباب - الاتفاق - الأنصار - أحد)
- المهندس أحمد محمد أحمد زيدان، استشاري الهندسة الكهربائية
- المهندس محمد رفعت النجدى إستشارى الإنشاءات وإدارة المشاريع
- الدكتور الحسينى طه إستشارى الأمراض الباطنية.
- العميد الركن حاتم بن عبد الله الجهني / قوات الدفاع الجوي.
- البروفيسور سامي محمد سعيد عبد الشكور / جامعة طيبة.
- العميد الركن تركي بن مقبل المحمدي أحد ضباط القوات البرية
- فواز مقصود دين محمد

## وصلات خارجية ومصادر
- طيبة الثانوية وشيء من وفاء الأجيال: بقلم د. عاصم حمدان
- كتاب مدرسة طيبة الثانوية 50 عاماً. تأليف محمد صالح البليهشي